# FLAGS (газопровід)
Far north Liquids and Associated Gas System (FLAGS) — офшорна трубопровідна система, що забезпечує транспортування газу із ряду родовищ у північному секторі Північного моря, передусім з нафтогазового Брент, до приймального термінала в Шотландії, а також виконує завдання по забезпеченню окремих родовищ технологічним газом.
Родовище Брент набуло всесвітньої відомості саме через свою нафтову складову, проте за початковими видобувними запасами газу воно займає друге місце в історії Великої Британії. Для їх розробки була споруджена газопровідна система, що з'єднала платформу Brent A із береговим терміналом у Сент-Фергюс (Шотландія) — FLAGS. Разом з іншим газопроводом, що обслуговує більш південні родовища (FGL), згаданим приймальним терміналом, трубопроводом для ЗВГ Сент-Фергюс – Моссморан, заводом із фракціонування у Файфі (Моссморан) та експортним терміналом для вуглеводнів С3+ у Braefoot Bay вона складає систему SEGAL (Shell Esso Gas and Associated Liquids).
Газопровід FLAGS був виконаний із труб діаметром 900 мм та має довжину 447 км. Його прокладання здійснене на глибині моря до 163 метрів. Особливістю газопроводу стало те, що він перший у Північному морі був прокладений прямо по дну моря без укладання в траншею. Максимальна пропускна потужність — до 12 млрд м³ на рік «жирного» (включаючи фракції С2+) газу.
Окрім транспортування газу з Бренту, трубопровід FLAGS залучили для обслуговування розташованих неподалік інших нафтових родовищ, газові запаси яких не могли виправдати спорудження окремих потужностей. Це здійснювалось через дві додаткові системи, підключені до платформи Brent A: 
— Northern Leg Gas Pipeline, що складалась з:
- 500 мм газопроводу довжиною 80 км від платформи родовища  Magnus (введений у дію у 1982);
- 150 мм газопроводу довжиною 9 км від платформи Thistle A до згаданої вище лінії Magnus — Brent A;[4]
- 150 мм газопроводу від платформи родовища Murchison до все тієї ж лінії Magnus — Brent A.[5]

— Western Leg Gas Pipeline, яка обслуговує родовища Cormorant, Tern, Heather, Broom.
Окрім Бренту, нафтові родовища цього району не містили великих запасів газу (наприклад, видобувні запаси Cormorant складали 5 млрд м³,  Tern біля 1 млрд м³). Тому на певному етапі розробки вони не тільки перестали продукувати товарний газ, але й через деякий час перейшли до імпорту газу із системи FLAGS для його використання під час газліфту та як паливного газу. При цьому в 2012 році навіть спорудили відвід довжиною 10 км та діаметром 100 мм від платформи Thistle  до родовища Dunlin, яке раніше не мало зв'язку з Northern Leg Gas Pipeline, але почало відчувати дефіцит паливного газу.
Тим часом у кінці 2000-х до системи FLAGS здійснили підключення цілого ряду родовищ з норвезького сектору Північного моря, що надало їм можливість для експорту своєї продукції у Велику Британію. Першим в 2007 році під'єднали родовище Статфіорд (проект «Експлуатація Статфіорд на пізній стадії розробки», Statfjord Late Life Project), для чого трохи південніше від платформи Brent A вівели 20-кілометрову перемичку Tampen Link Pipeline . А у 2010-му з метою експорту газу родовищ Gjøa та Вега (початкові видобувні запаси 36 та 17 млрд м³ відповідно) їх з'єднали із FLAGS трубопроводом доіжиною 131 км, діаметром 700 мм та пропускною здатністю до 6 млрд м³ на рік. Втім, на попередньому етапі спершу відбувався імпорт газу з FLAGS для забезпечення технологічних потреб допоки не були завершені необхідні потужності на Gjøa.